# Gandhinagar (stad)
Gandhinagar is de hoofdstad van de Indiase deelstaat Gujarat. De stad is gelegen in het gelijknamige district Gandhinagar en heeft 195.891 inwoners (2001).
De stad is volledig gepland, net als Chandigarh. De stad is vernoemd naar Mahatma Gandhi, die geboren is in Porbandar in Gujarat. De stad is aan beide zijden van de rivier de Sabarmati gevestigd, met een centrum aan de westoever. De stad is bekend als de groenste 'new town' ter wereld.

## Bezienswaardigheden
- Dandi Kutir Museum, museum over Mahatma Gandhi
- Akshardham tempel
- Indroda Dinosaur and Fossil Park

## Galerij

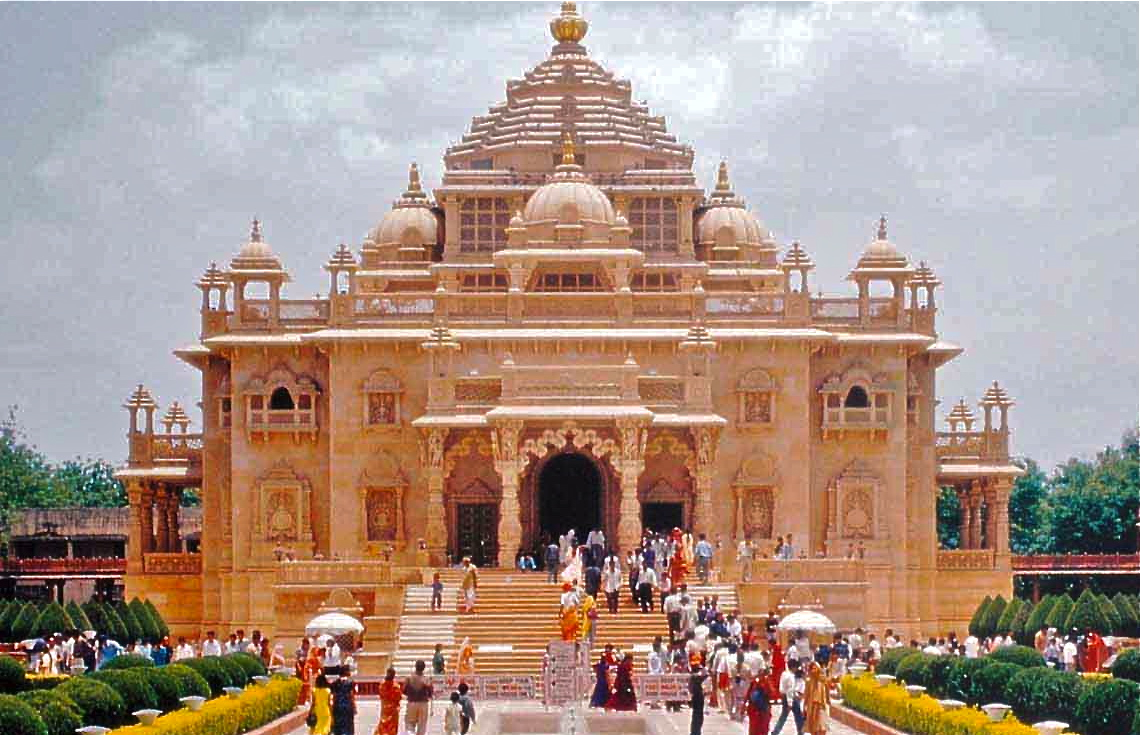
De hindoe tempel Akshardham
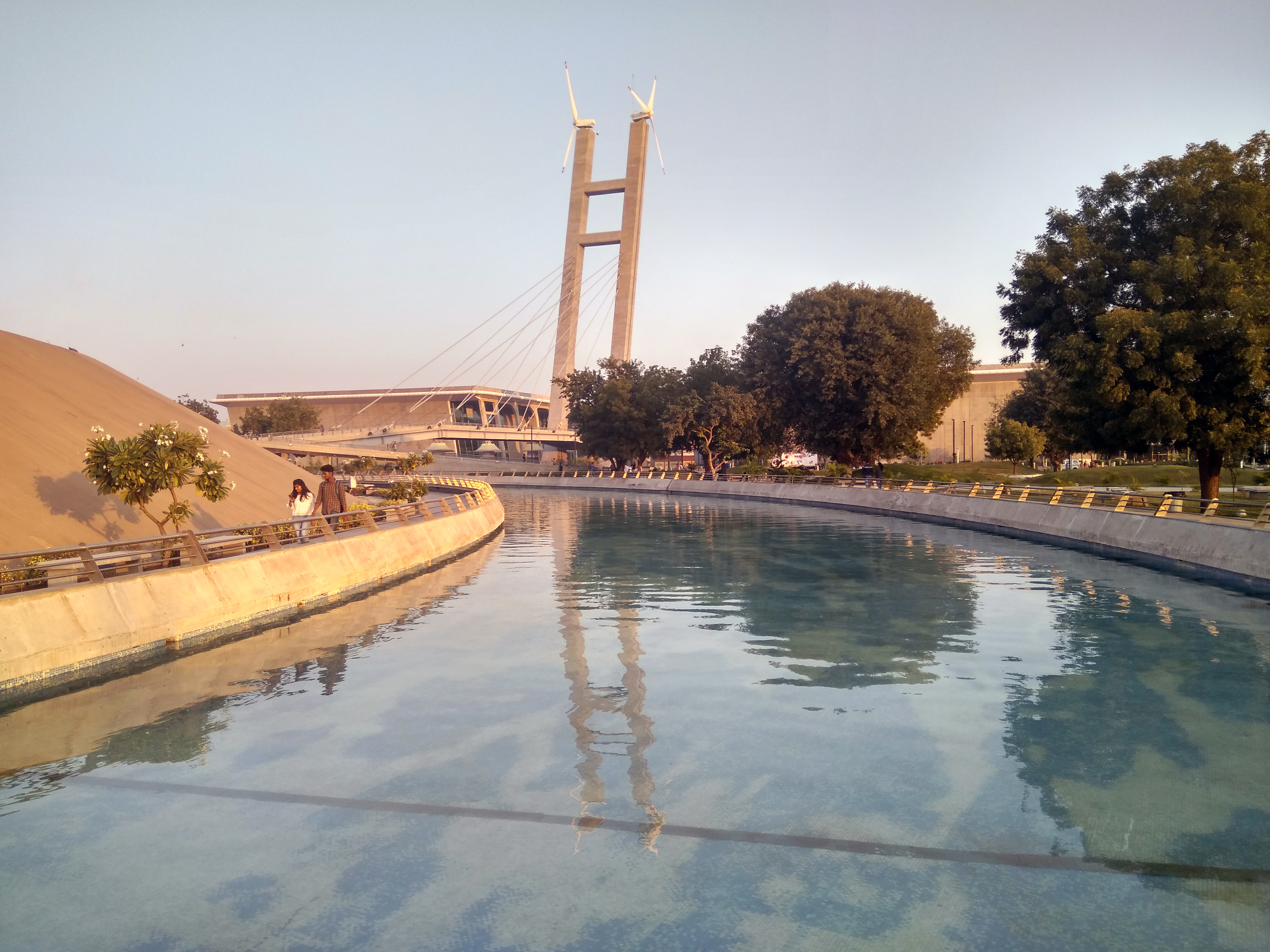
Gracht rond het Dandi Kutir Museum en de Dandi brug
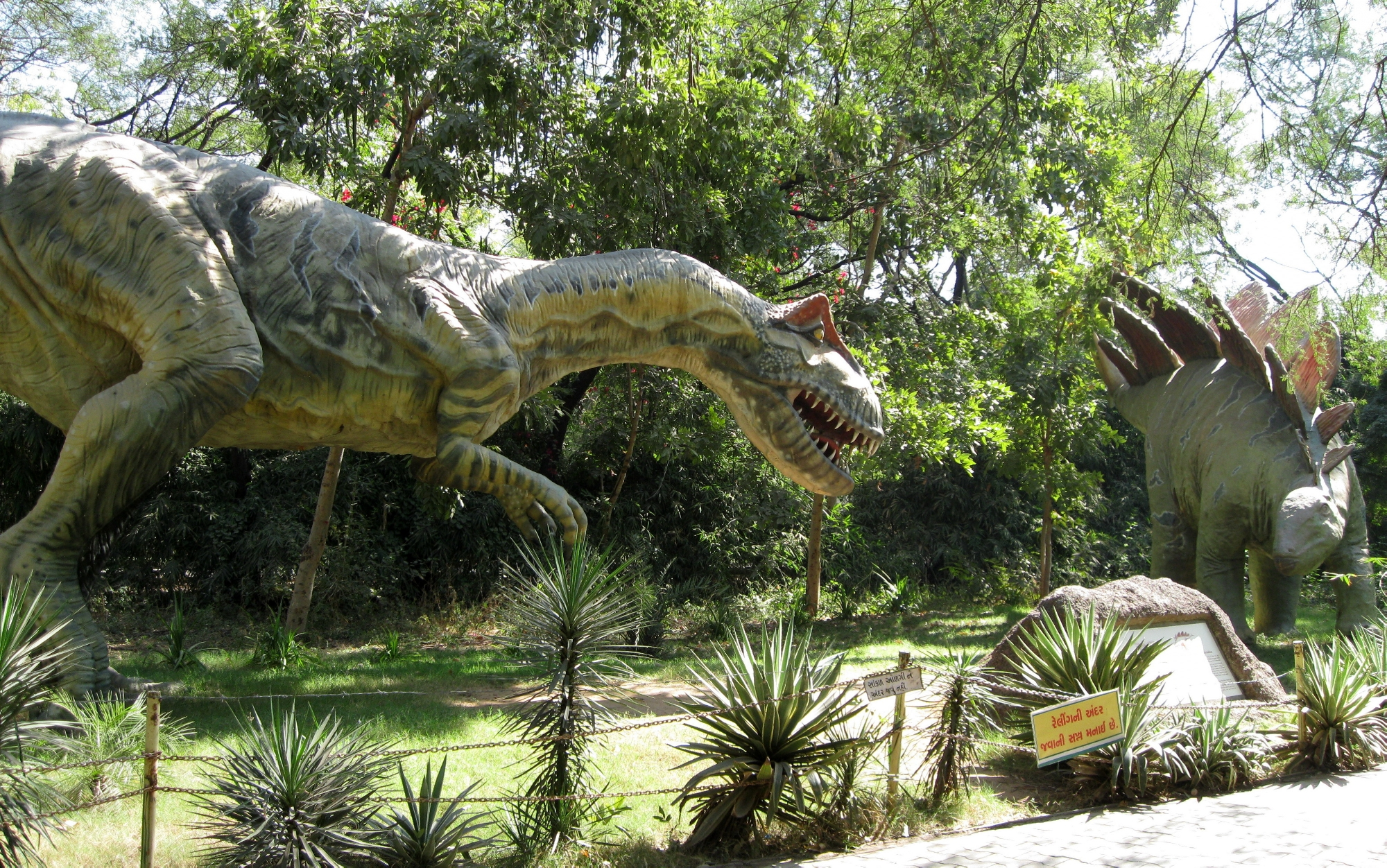
Indroda Dinosaur and Fossil Park